# Lepidonotus impatiens
Lepidonotus impatiens är en ringmaskart som först beskrevs av Savigny in Lamarck 1818.  Lepidonotus impatiens ingår i släktet Lepidonotus och familjen Polynoidae. Inga underarter finns listade i Catalogue of Life.